# Mirador (estación)
Mirador es una estación ferroviaria que forma parte de la red del Metro de Santiago de Chile. Se encuentra por viaducto entre las estaciones Pedrero y Bellavista de La Florida de la línea 5. La estación se ubica en la comuna de La Florida. Inicialmente la estación se llamó "Mirador Azul".

## Características y entorno
Esta estación presenta un constante flujo de pasajeros que se ha ido incrementando paulatinamente desde la inauguración del Mall Florida Center en 2003 y la construcción de diversas torres de departamentos en las inmediaciones.  
Además, bajo la estación hay paraderos de colectivos, lo que asegura un flujo constante de personas. Queda a unas cuantas cuadras del Museo MIM (Museo Interactivo Mirador) y del Parque República de Brasil  de la comuna de La Granja. La estación, que está en un viaducto elevado, es adyacente a la Avenida Vicuña Mackenna y perpendicular a la calle Mirador Azul.
En el entorno inmediato de la estación, se encuentra el ya mencionado Mall (sus locales y supermercado), con el cual tiene una conexión directa mediante una pasarela elevada que parte directamente de la estación y, en general el entorno es predominantemente residencial y comercial.
Se distingue por la gran cantidad de condominios y casas alrededor del metro, mayoritariamente de parejas jóvenes de clase media y clase media alta. Se distinguen los colegio Álcantara De La Florida, el Colegio Santa María De La Florida y el Colegio Particular Pagado Santa Cecilia De La Florida.

### Accesos
| Acceso | Intersección                                 |
| ------ | -------------------------------------------- |
| A      | Av. Vicuña Mackenna Oriente con Mirador Azul |
| B      | Mall Florida Center                          |

## Galería

Antiguo símbolo con que se identificaba a la estación.
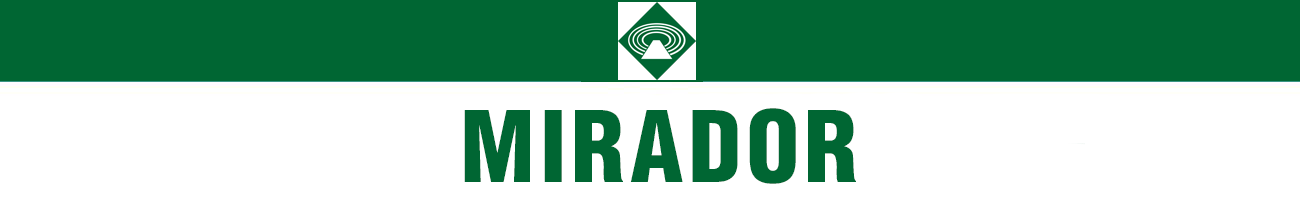
Cenefa utilizada en 1997.
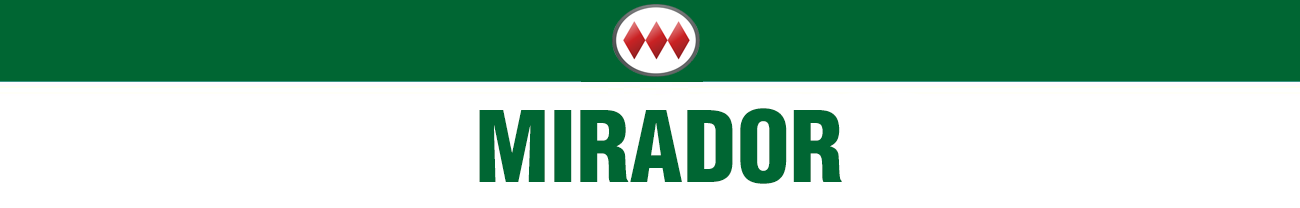
Cenefa utilizada en los andenes.
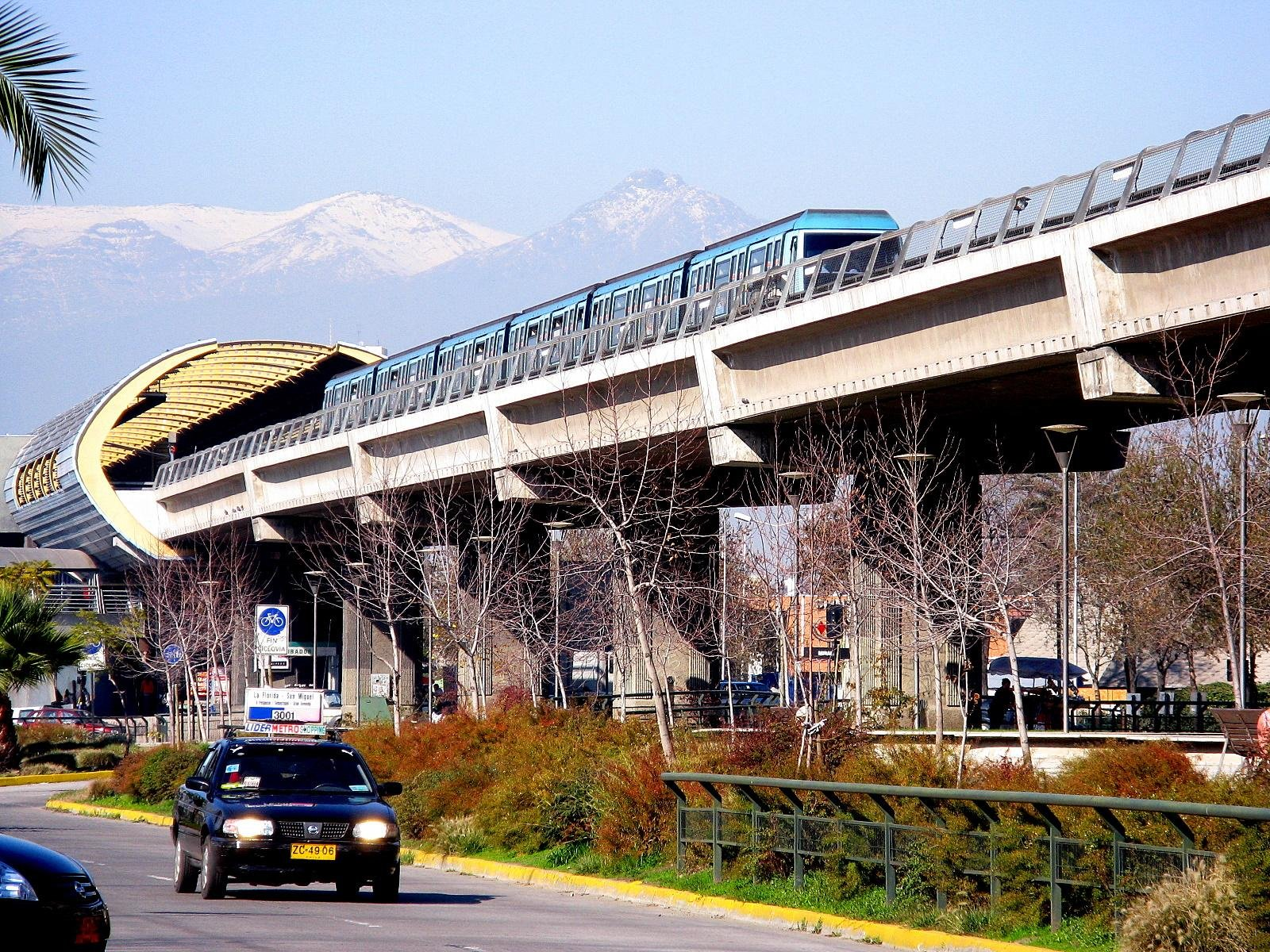
Interestación Pedrero-Mirador.

## Conexión con Red Metropolitana de Movilidad
La estación posee 7 paraderos de la Red Metropolitana de Movilidad en sus alrededores (sin la existencia del paradero 1), los cuales corresponden a:
| Paradero / Código                     | Recorridos |
| ------------------------------------- | --- |
| Parada 2 / Metro Mirador (PE156)      | 210 (Estación Central) - 210v (Estación Central) - 213e (Plaza Italia) - 224 (Ñuñoa) - D13 (Metro Irarrázaval) - E04 (Metro Franklin) - E05 (Metro La Cisterna) - F30n (La Moneda) |
| Parada 3 / Metro Mirador (PE477)      | E05 (Metro Bellavista de La Florida) - E17 (Las Perdices) |
| Parada 4 / Metro Mirador (PE1289)     | 329 (Mall Plaza Oeste) - 385 (Villa Francia) - H14 (Metro Franklin) |
| Parada 5 / Metro Mirador (PE476)      | 385 (Mall Florida Center) - E05 (Metro Bellavista de La Florida) |
| Parada 6 / Metro Mirador (PE1487)     | 385 (Villa Francia) |
| Parada / Mall Florida Center (PE1419) | 329 (Fin del recorrido) - 385 (Fin del recorrido) - H14 (Fin del recorrido) |